# Lebaksiu
Lebaksiu är en ort i Indonesien.   Den ligger i provinsen Jawa Tengah, i den västra delen av landet, 270 km öster om huvudstaden Jakarta. Lebaksiu ligger 149 meter över havet och antalet invånare är 33 606.
Terrängen runt Lebaksiu är platt åt nordväst, men åt sydost är den kuperad.Runt Lebaksiu är det mycket tätbefolkat, med 1 361 invånare per kvadratkilometer. Närmaste större samhälle är Adiwerna, 12,5 km norr om Lebaksiu. Omgivningarna runt Lebaksiu är en mosaik av jordbruksmark och naturlig växtlighet.